# Krause Publications
Krause Publications — американское издательство, специализирующиеся на изданиях о предметах коллекционирования. Самое известное его издание — Стандартный каталог монет мира, который часто называют просто «Catalog Krause» (Каталог Краузе).
Издательство было основано в 1952 году, когда его основатель Честер Краузе (Chester Krause), выпустил первое издание Нумизматических новостей, которые и сегодня продолжают иметь сильное влияние на нумизматов.
Двадцать лет спустя вышел в свет «Стандартный каталог монет мира» на 800 страницах. За ним последовали ещё более чем 750 изданий на различные тематики.
Издательство «Krause Publications» расположено в г. Иола (англ. Iola, Wisconsin), штат Висконсин.
В июне 2019 года активы компании F+W, владевшей издательством «Krause Publications» с 2002 года, были проданы на аукционе по банкротству. Книгоиздательские активы и бренд Krause были приобретены компанией Penguin Random House.

## Наиболее популярные издания
- Standard Catalog of World Coins (Стандартный каталог монет мира)
- Unusual world coins (Необычные монеты мира)
- Standard Catalog of World Paper Money (Стандартный каталог банкнот мира)
- Global Stamp Series (Глобальная серия марок)
- Standard Catalog of Firearms (Стандартный каталог стрелкового оружия)
- Antique Trader Antiques & Collectibles Price Guide (Ценовой гид старинных вещей и предметов коллекционирования)
- Antique Trader Book Collector’s Price Guide (Ценовой гид старинных книг)
- Standard guide to U.S. World War II tanks & artillery (Стандартный гид по танкам и артиллерии США времён Второй мировой войны)